# Gaeru
Gaeru († 166) oder Kaeru war von 128 bis 166 der vierte König von Baekje, einem der Drei Reiche von Korea.

## Herkunft
Er war ein Sohn von Giru und übernahm nach dem Tod seines Vaters in dessen 52. Herrschaftsjahr den Thron. In den Samguk Sagi wurde meist genau definiert, falls es sich um den ältesten oder den zweitältesten Sohn des vorhergehenden Königs handelte. Bei Gaeru und seinem Sohn Chogo, welcher ihn beerbt, ist dies nicht der Fall.

## Samguk Sagi
Die älteste erhaltene schriftliche Quelle zur Geschichte Koreas sind die Samguk Sagi. Seine Natur wird darin als sympathisch und aufrecht beschrieben:  „[…] a man of congenial nature, who was also known for his upright comportment.“ (Deutsch: „[…] ein Mann mit sympathischer Natur, welcher bekannt war für sein aufrechtes Verhalten.“)
Neben der grundlegenden Beschreibung Gaerus gibt es nur fünf Einträge zu seiner Herrschaft:
- 131, 4. Jahr
  - Sommer, 4. Monat: Der König ging Jagen beim Berg Han.

- 132, 5. Jahr
  - Frühling, 2. Monat: Die Bukhansan-Festung wurde fertiggestellt.

- 137, 10. Jahr
  - Herbst, 8. Monat: Der Mars bewegt sich in den «Südlichen Schöpflöffel (eine Sternenkonstellation der chinesischen Astrologie)».

Dies wurde als Omen für Gewalt oder eine Dürre im südlichen Teil des Reiches verstanden.
- 165, 38. Jahr
  - Frühling, 1. Monat: Am letzten Tag des Monats wurde eine Sonnenfinsternis beobachtet.
  - Winter, 10. Monat: Ajan Gilseon aus Silla plante einen Putsch, welcher aufgedeckt wurde und er in unser Land flüchtete. Sillas König sendete eine schriftliche Aufforderung ihn zurückzuschicken, was aber nicht befolgt wurde. König Adalla von Silla schickte daraufhin eine Armee gegen Baekje. Da die Soldaten Baekjes jedoch sich ihnen nicht auf offenem Feld stellten und in ihren defensiven Positionen verharrten zog sich die Armee wieder zurück als ihre Vorräte zur Neige gingen.

Die originale Datierung in den Baekje Annalen der Samguk Sagi der beiden Einträge war im Jahr 155. Da es aber sowohl die Sonnenfinsternis als auch die Ereignisse mit Gilseon in den Hou Hanshu und auch in den Goryeo-Annalen der Samguk Sagi 165 stattfanden und ersteres auch wissenschaftlich bewiesen ist, wird dies in modernen Versionen korrigiert.
- 166, 39. Jahr
  - Der König starb.

Der Zeitraum von 137 bis 165 ist der längste Zeitraum ohne Eintrag in den Silla-Annalen der Samguk Sagi. Auffälligerweise gibt es sowohl bei Gaeru, als auch beim später regierenden namensähnlichen Gaero eine solche Lücke. Ebenfalls bei den Königen Chogo und Geunchogo gibt es zwei große zeitliche Abschnitte ohne Eintrag. Es ist nicht geklärt, ob es sich dabei um Zufälle handelt oder eine Ursache dahinter steckt.

## Tod
Gaeru starb im Jahr 166 und sein Sohn Chogo übernahm den Thron. Sein zweiter Sohn Goi wurde 234 der 8. König von Baekje, nachdem dieser den vermutlich minderjährigen König Saban, ältester Sohn von Gusu, abgesetzt hatte.